# Pine Canyon (California)
Pine Canyon es un lugar designado por el censo ubicado en el condado de Monterrey en el estado estadounidense de California. En el año 2010 tenía una población de 1.822 habitantes.

## Geografía
Pine Canyon se encuentra ubicado en las coordenadas 36°10′19.41″N 121°8′34.67″O / 36.1720583, -121.1429639.